# Troglohyphantes dekkingae
Troglohyphantes dekkingae este o specie de păianjeni din genul Troglohyphantes, familia Linyphiidae, descrisă de Deeleman-reinhold, 1978. Conține o singură subspecie: T. d. pauciaculeatus.